# سبوه تاشجیان
سبوه وارطانی تاشجیان (Սեպուհ արդանի Թաշճեան؛ زادهٔ ۱۱ اکتبر ۱۹۳۵) یک سیاستمدار  اهل ارمنستان است که از تاریخ ۱۹۹۲ تا تاریخ ۱۹۹۳ در دولت خسرو هاروتیونیان سمت وزیر انرژی و سوخت ارمنستان را برعهده داشت.

## زندگی‌نامه
در ۱۱ اکتبر ۱۹۳۵ در اورشلیم به دنیا آمد .

## یادداشت
1. ↑  ՀՀ պետական նախարարներ/Minister of State of Armenia